# Soichiro Kozuki
Soichiro Kozuki (上月 壮一郎 Kozuki Soichiro?), född 22 december 2000 i Kyoto prefektur, är en japansk fotbollsspelare.
Kozuki började sin karriär 2018 i Kyoto Sanga FC.